# 长台关站
长台关站是一个京广铁路上的铁路车站，位于河南省信阳市平桥区长台乡，建于1903年，目前为四等站，邮政编码为464193。目前客运：办理旅客乘降；行李、包裹托运；货运：办理整车货物发到。